# Owain Finddu
Owain Finddu (Eugenius in latino e Owen in inglese; attorno al 355) è un personaggio leggendario del folklore gallese, considerato figlio di Macsen Wledig, a sua volta identificato con l'usurpatore romano Magno Massimo.
Il nome, in gallese, significa "Owain dalle labbra nere". Nelle genealogie gallesi più antiche, sua madre è chiamata Ceindrich ferch Reiden. Nella tradizione successiva, tuttavia, è detto figlio di Elen Lwyddog.
Secondo la leggenda, sarebbe rimasto in Britannia con la madre quando il padre si recò nel continente, dove morì. 
Avrebbe poi ottenuto il controllo, nel tardo IV secolo, del Galles centro-meridionale, non tanto come sovrano. Fu probabilmente decurione dell'area di Tamium (oggi Cardiff), o, forse, ebbe un qualche grado militare. La sua influenza si estese attraverso l'odierno Glamorgan.
Secondo un'antica leggenda morì combattendo contro un malvagio gigante di nome Cidwm, da cui era stato attaccato mentre, insieme al fratello Costantino, stava scortando la madre attraverso le montagne della Snowdonia. Owain uccise il gigante, ma poco dopo morì per le ferite ricevute nel corso del combattimento.
In seguito si sparse la voce che fosse stato ucciso dietro ordine del fratello.
La probabile realtà storica del tempo suggerirebbe invece l'ipotesi che egli sia morto combattendo contro i pirati irlandesi.
Sul trono gli successe il figlio Mor.